# لودفيغ بنجامين
لودفيغ بنجامين (بالألمانية: Ludwig Benjamin)‏ هو عالم نبات ألماني، ولد في 1825، وتوفي في 1848.